# Наглядова рада Президентського оркестру
Наглядова рада Президентського оркестру — колегіальний орган, утворений на виконання Указу Президента України щодо положення про оркестр з метою контролю за його діяльністю та за використанням коштів, що є на його рахунках. До 2013 року наглядову раду Президентського оркестру очолював Глава Адміністрації (Секретаріату) Президента України, який до 2003 року також мав повноваження затверджувати її персональний склад.

## Історія
- У червні 1998 року Указом Президента України затверджена перша редакція Положення про Президентський оркестр Національної гвардії України, згідно з якою повноваження контролю за діяльністю оркестру та за використанням коштів, що є на його рахунках, покладено на наглядову раду оркестру.  Крім того наглядова рада отримала повноваження погоджувати подання начальника оркестру Командувачу Національної Гвардії України щодо кількісного складу оркестру та подання щодо призначення та звільнення художнього керівника - головного диригента оркестру. Наглядову раду оркестру очолював Глава Адміністрації Президента України, який також затверджував персональний склад наглядової ради[2].
- У лютому 2000 року у зв'язку з прийняттям Закону України щодо розформування Національної гвардії України Президентський оркестр Національної гвардії України було перейменовано у Президентський оркестр Збройних Сил України, який підпорядкували безпосередньо Міністру оборони України. Міністр оборони України отримав аналогічні повноваження щодо затвердження кількісного складу оркестру, призначення та звільнення художнього керівника - головного диригента оркестру за поданням начальника оркестру, погодженим  із наглядовою радою. Наглядову раду оркестру продовжував очолювати Глава Адміністрації Президента України, який до 2003 року також затверджував персональний склад наглядової ради[3][4].
- У квітні 2003 року Указом Президента України Президентському оркестру надано статус національного та перейменовано в Національний президентський оркестр. На виконання цього акту Президента України склад наглядової ради Національного президентського оркестру призначається Кабінетом Міністрів України[5]. При цьому правова норма, що наглядову раду очолює Глава Адміністрації Президента України діяла до 2013 року, а повноваження наглядової ради визначалися другою редакцією Положення про Президентський оркестр та згідно з указами Президента України щодо національних закладів та установ. Зокрема, згідно з Указом Президента України від 16.06.1995 №451/95 наглядова рада національного закладу (установи) має повноваження забезпечувати  функціонування  національного  закладу (установи) України та здійснювати контроль  за  його  діяльністю [6], а також здійснювати контроль за використанням  національним закладом (установою)  бюджетних коштів[7].
- У січні 2013 року Президентом України внесено зміни до Положення про Національний президентський оркестр, згідно з якими припинено дію норми, що наглядову раду оркестру очолює Глава Адміністрації Президента України. Водночас встановлено вимоги, згідно з якими до  складу  наглядової ради входять представники центральних органів виконавчої влади, інших державних органів, творчих спілок, видатні діячі культури і мистецтва України, а її склад має повноваження затверджувати Кабінет Міністрів України. При цьому, затвердження кількісного складу оркестру, призначення та звільнення директора оркестру відтепер може здійснюватися Міністром оборони України за попередньою згодою (погодженням) наглядової ради, а призначення та звільнення художнього керівника - головного диригента оркестру - за поданням директора оркестру, погодженим з наглядовою радою оркестру[8]. Склад наглядової ради Національного президентського оркестру призначається Кабінетом Міністрів України. Інші повноваження наглядової ради Національного президентського оркестру, які стосуються наглядових рад національних закладів (установ), залишилися без змін.

## Персональний склад

### Голови наглядової ради за посадою
- з червня до листопада 1998 року Кушнарьов Євген Петрович
- з листопада 1998 до листопада 1999 року Білоблоцький Микола Петрович
- з листопада 1999 до квітня 2002 року Литвин Володимир Михайлович
- з 2002 до 2005 року Медведчук Віктор Володимирович
- з січня до вересня 2005 Зінченко Олександр Олексійович
- з вересня 2005 по вересень 2006 Васюник Іван Васильович та Рибачук Олег Борисович
- з вересня 2006 по травень 2009 Балога Віктор Іванович
- з травня 2009 по лютий 2010 Ульянченко Віра Іванівна
- з лютого 2010 по січень 2014 Льовочкін Сергій Володимирович

### Голови та співголови наглядової ради за розпорядженнями Кабінету Міністрів України
- Загородній Юрій Іванович з червня 2003 року по вересень 2007 року
- Васюник Іван Васильович та Кузьмук Олександр Іванович з вересня 2009 року по серпень 2013 року
- Рожок Володимир Іванович (помер) та Толстоухов Анатолій Володимирович з серпня 2013 року

### Члени наглядової ради за розпорядженнями Кабінету Міністрів України
- Кузьмук Олександр Іванович з червня 2003 року
- Остапенко Дмитро Іванович з червня 2003 року
- Петелько Сергій Віталійович з червня 2003 по вересень 2007 (також у цей період відповідальний секретар)
- Степаненко Михайло Борисович з червня 2003 (помер)
- Толстоухов Анатолій Володимирович з червня 2003 року (з серпня 2013 року також співголова)
- Мельников Володимир Миколайович з червня 2003 року (також відповідальний секретар з вересня 2007 року)
- Андресюк Борис Павлович з червня 2003 по вересень 2007 року
- Андріанов Віктор Михайлович з червня 2003 по вересень 2007 року
- Колодуб Левко Миколайович з червня 2003 по серпень 2013 року
- Олійник Олександр Миколайович з червня 2003 по вересень 2007 року та з серпня 2013 року
- Сивоконь Станіслав Олександрович з червня 2003 по вересень 2007 року
- Биструшкін Олександр Павлович з вересня 2007 по серпень 2013 року
- Марі Владислав Ігорович з вересня 2007 по серпень 2013 року
- Молотай Анатолій Михайлович з вересня 2007 року
- Стасевич Валерій Петрович з вересня 2007 по серпень 2013 року
- Тищенко Ілля Іванович з вересня 2007 по серпень 2013 року
- Богуцький Юрій Петрович з серпня 2013 року (помер)
- Злотник Олександр Йосипович з серпня 2013 року
- Ладний Юрій Анатолійович з серпня 2013 року
- Покотило Олексій Іванович з серпня 2013 року
- Рожок Володимир Іванович з серпня 2013 року (помер)
- Станкович Євген Федорович з серпня 2013 року